# Oresbius parallelus
Oresbius parallelus là một loài tò vò trong họ Ichneumonidae.